# Sepolcro dei Sempronii
Il Sepolcro dei Sempronii è un'antica tomba della fine dell'età repubblicana situata a Roma all'estremità occidentale del colle Quirinale, in via della Dataria sul fianco del cortile di palazzo di San Felice.
Il sepolcro fu scoperto nel 1863 ed è dotato di una facciata in blocchi di travertino rivolta a sud-ovest, cioè verso il clivo che dal Campo Marzio saliva verso una porta nelle mura serviane. Analogamente al sepolcro degli Scipioni, la tomba si ergeva su un alto zoccolo, oggi interrato, dove si apre l'arco di accesso vero e proprio. Da qui un corridoio voltato con blocchi di travertino (tufo nell'ultimo filare) portava alla cella, della quale oggi resta solo un piccolo tratto in opera laterizia, tra i più antichi esempi di questa tecnica conosciuti.
Sopra l'arco di ingresso si legge l'iscrizione: Cn[aeus] Sempronius Cn[aei] f[ilius] Rom[ilia] / Sempronia Cn[aei] f[ilia] soror / Larcia M[anii] f[ilia] mater. Quindi i proprietari della tomba erano Gneo Sempronio, sua sorella e sua madre. Sopra l'iscrizione si vede un fregio a palmette con una cornice a dentelli e ovuli. Il coronamento della tomba è scomparso. 
Esempi simili sono il sepolcro di Gaio Publicio Bibulo presso il Campidoglio e uno verso la Porta Salaria, che hanno permesso una datazione di poco posteriore alla metà del I secolo a.C.